# Meria, Hunedoara
Meria este un sat în comuna Lunca Cernii de Jos din județul Hunedoara, Transilvania, România.

## Imagini

Meria în Harta Iosefină a Transilvaniei, 1769-1773